# Museo Casa de la Independencia
El Museo Casa de la Independencia de Asunción, inaugurado el 14 de mayo de 1965, se encuentra en la intersección de las calles Presidente Franco y 14 de Mayo. Su estructura exhibe una clara influencia de la arquitectura colonial y posee un notable valor histórico, ya que fue utilizada como sede clandestina para reuniones por los principales actores de la independencia del Paraguay.

## Historia
La casa donde se ubica hoy el Museo, fue construida en el año 1772 por el ciudadano español Antonio Martinez Sáenz, casado con la paraguaya Petrona Caballero de Bazán.
Las paredes fueron fabricadas con adobe; el techo de tejas; su base o armazón de palmas y tacuaras.

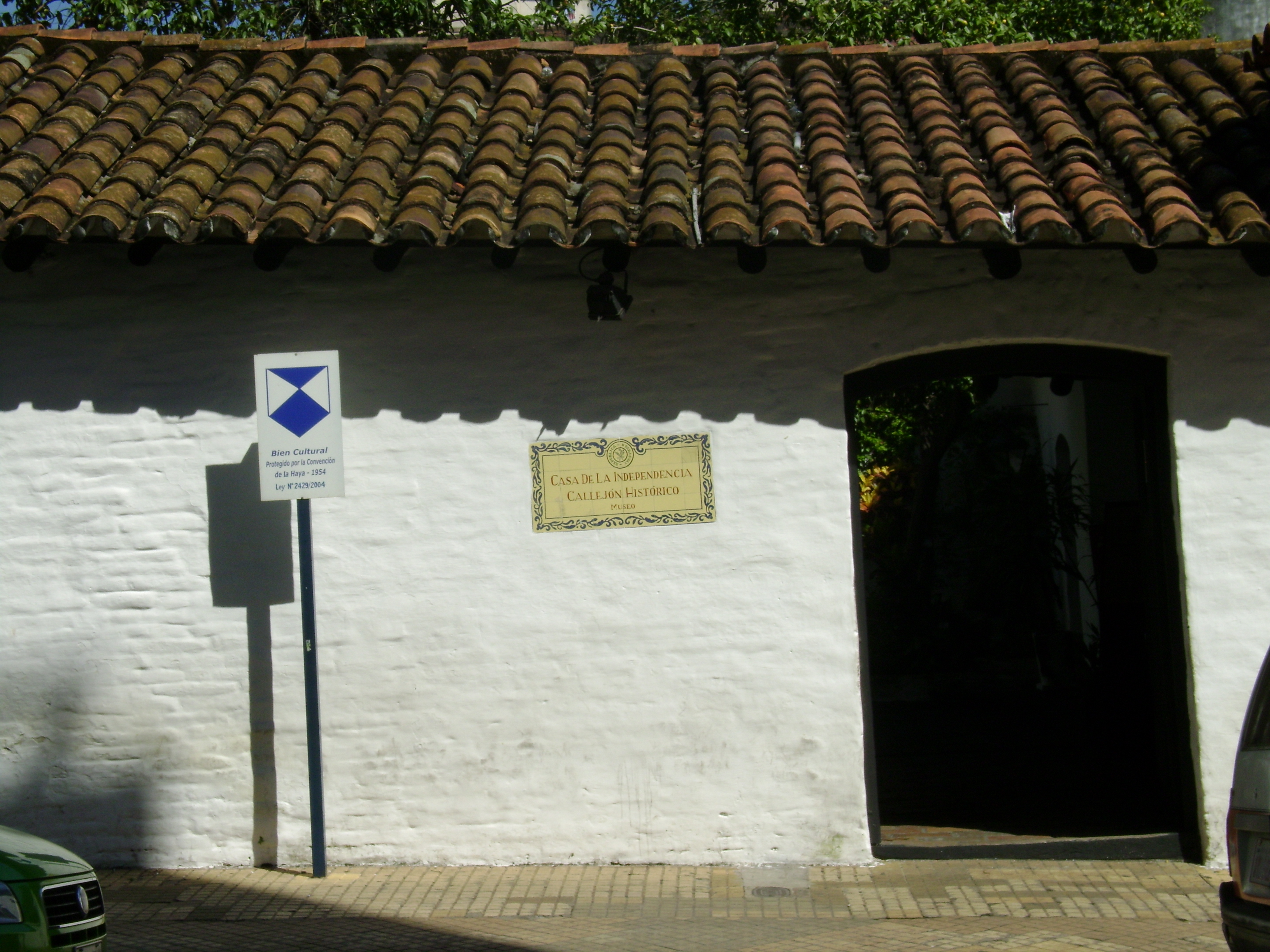
Acceso lateral.

## Origen del nombre
En el solar, propiedad en condominio de los hermanos Martínez Sáenz, solía hospedarse el capitán Pedro Juan Caballero, cuando procedente de su pueblo natal, Tobatí, visitaba la capital.
En frente de la casa de los Martínez se encontraba el domicilio de Juana María de Lara. El prócer Vicente Ignacio Iturbe, sobrino de la misma, habitualmente se hospedaba en casa de su tía. El capitán Juan Bautista Rivarola, residente en Barrero Grande, al viajar a la ciudad, se alojaba en casa de su suegra, propiedad que se encontraba a la vera del antiguo Callejón. La casa de los Martínez también era frecuentaba por el prócer Fulgencio Yegros y el teniente Mariano Recalde, quienes cortejaban, respectivamente, a Facunda Speratti y a Virginia Marín.
Dadas estas circunstancias, la residencia de los Martínez se convirtió en el sitio ideal para disimular las reuniones secretas en las que se conspiraba contra el dominio español. En la noche del 14 de mayo, un grupo de hombres, encabezados por Pedro Juan Caballero, salió por el callejón contiguo a la casa y se dirigió hacia la casa del Gobernador español, distante a pocas cuadras. Después de la toma de los cuarteles, en la madrugada del 15 de mayo, el gobernador Bernardo de Velazco y Huidobro, entregó el mando. Paraguay había conquistado su independencia.
La antigua casona siguió en poder de particulares hasta el año 1943, en que fue adquirida por el Gobierno. En 1961 fue declarada Monumento Histórico Nacional. Por el mismo decreto se constituyó la Comisión Nacional de la Casa de la Independencia, a la que se facultaba para la creación del Museo, el cual fue inaugurado el 14 de mayo de 1965.

## Salas
ESCRITORIO

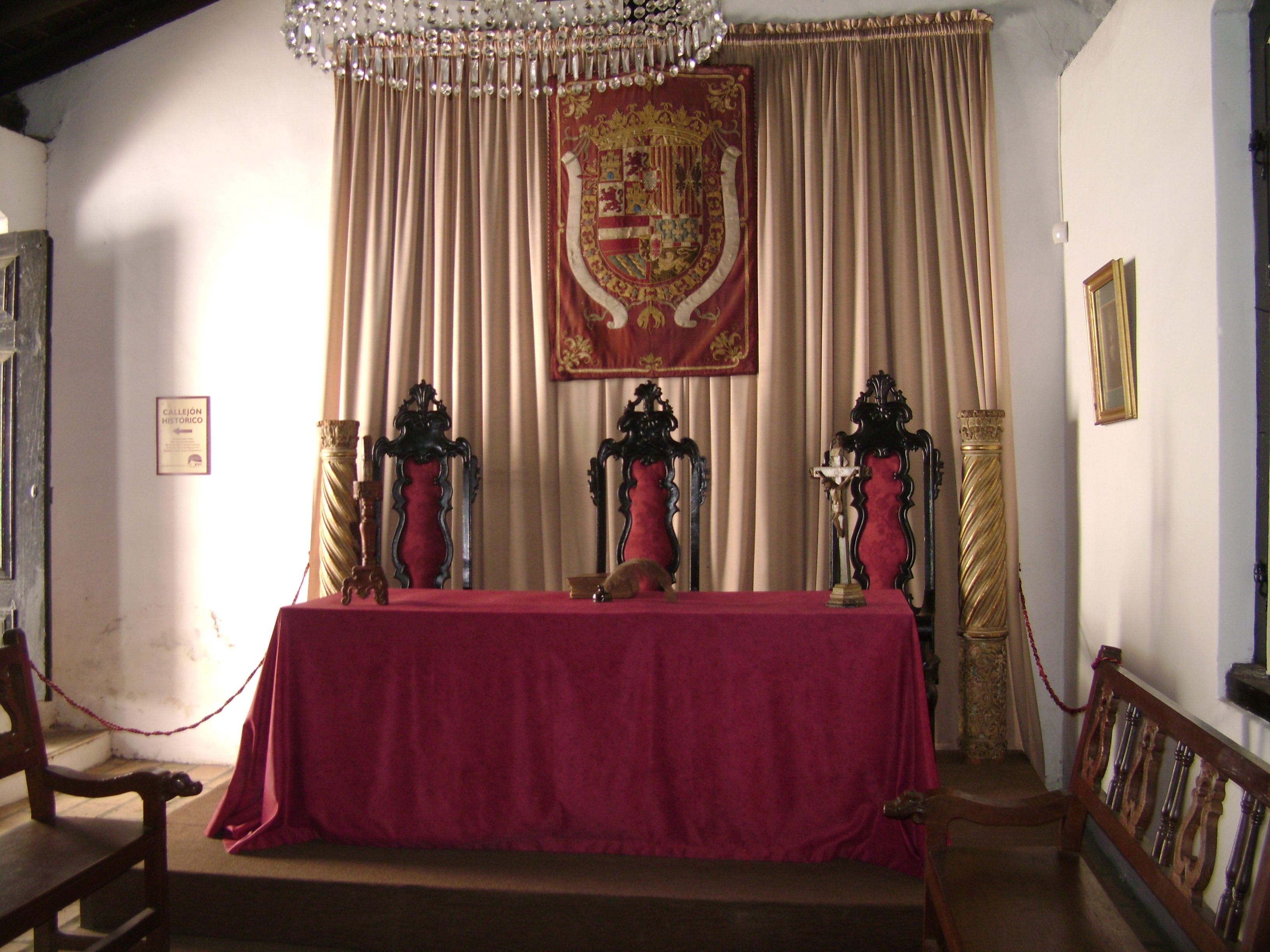
Escritorio.

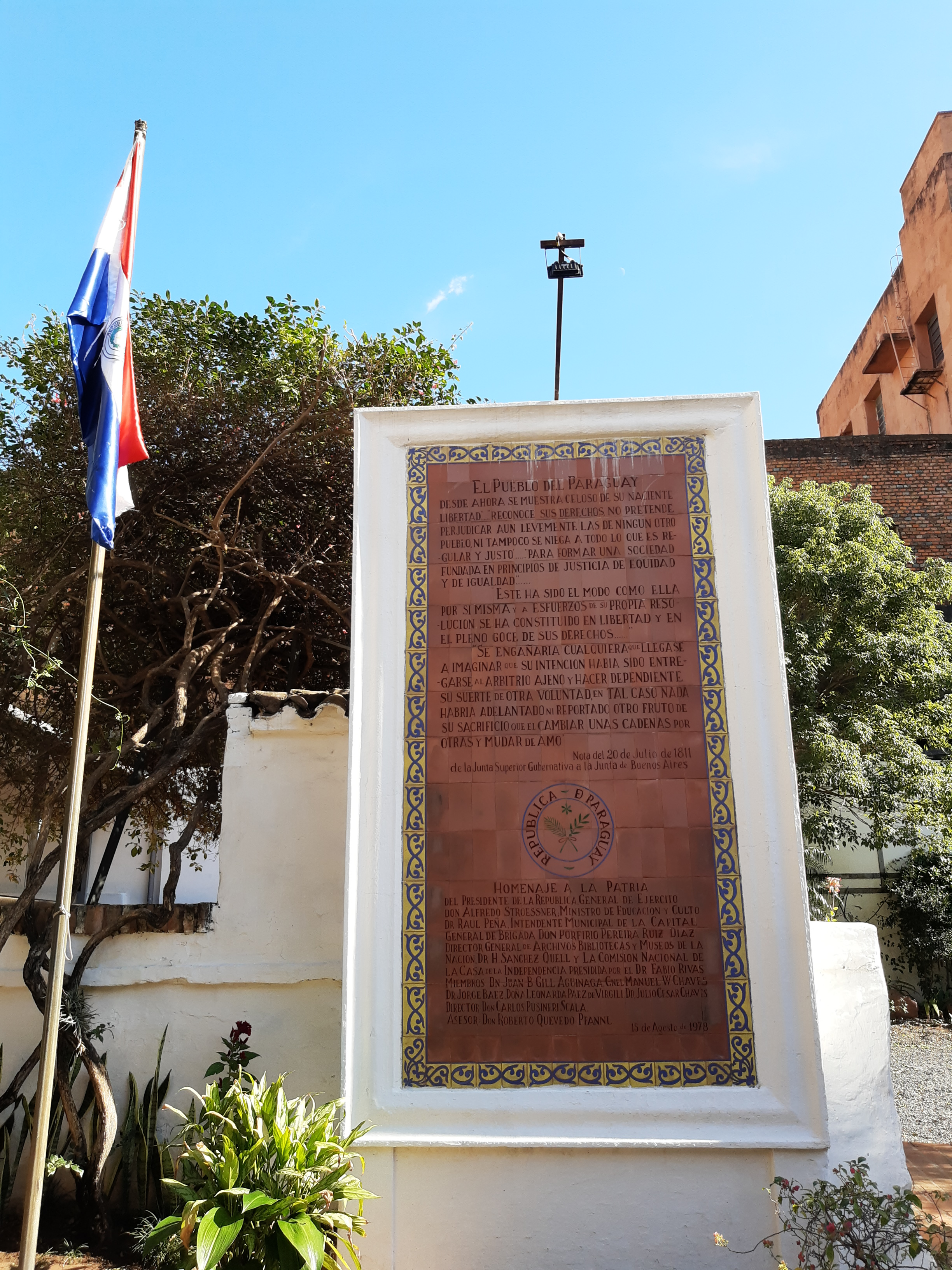
Mural del patio

En este recinto se guardan importantes documentos de la época, firmados por varios de los próceres de la independencia de Paraguay. También se exhiben una cómoda-escritorio que perteneció a Fernando de la Mora y cinco cuadros, entre los que se destaca el de la autoría de Jaime Bestard , que representa la intimación al gobernador Velazco, momento clave de la independencia.
COMEDOR
Muebles y objetos de uso cotidiano recrean un interior doméstico de la época colonial. En una de las vitrinas se muestra una espada que perteneció a Fulgencio Yegros. Se destaca también en la sala un retrato del doctor Gaspar Rodríguez de Francia.
SALA
En torno a una imponente araña de cristal y un brasero de madera y bronce, se exhibe un juego de muebles franceses del año 1830. En la sala también se pueden observar dos retratos de cuerpo entero de Pedro Juan Caballero y Fulgencio Yegros. Completan la estancia tallas religiosas elaboradas en talleres jesuíticos y franciscanos.
DORMITORIO

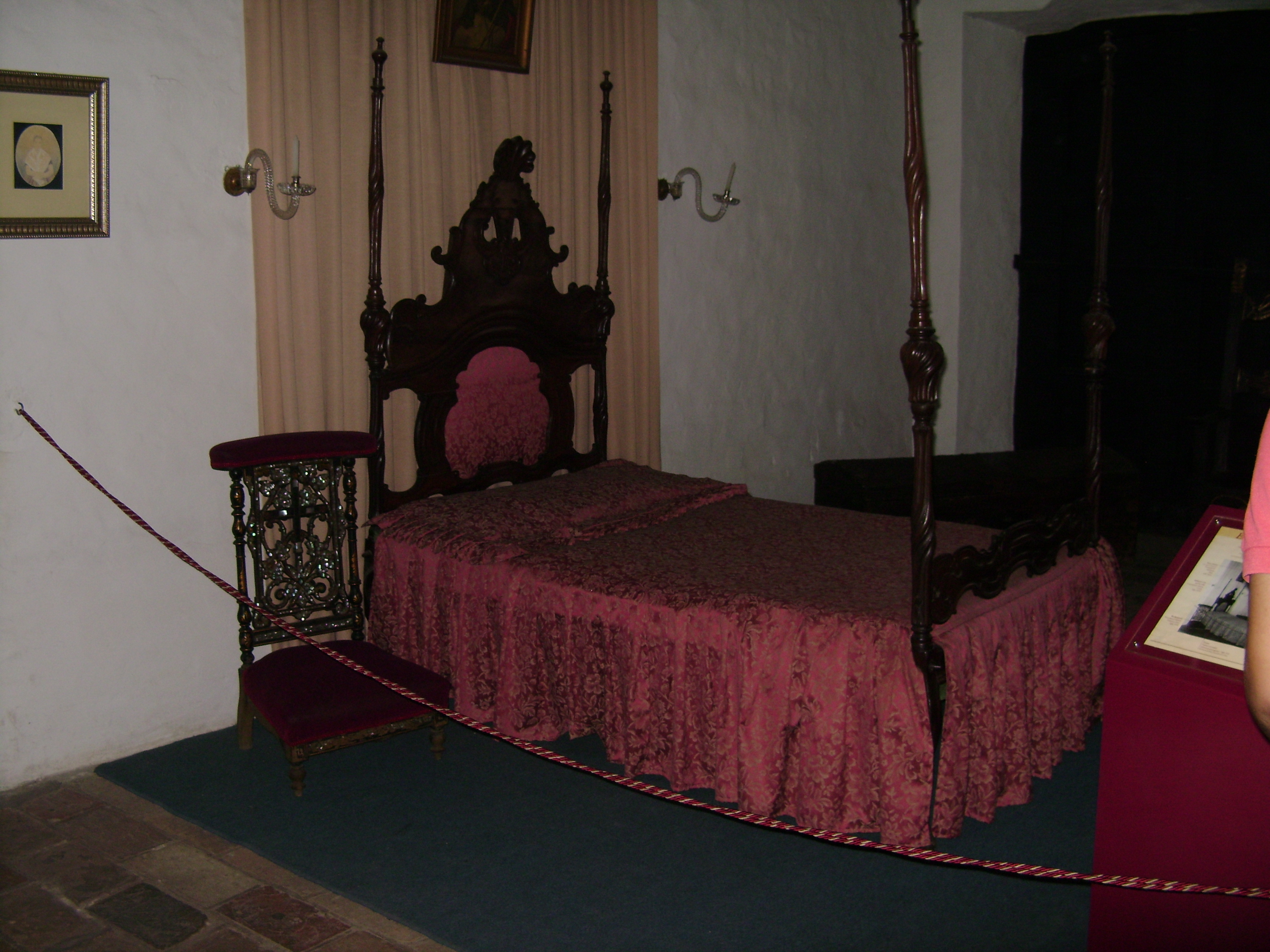
Dormitorio.

Domina el recinto una cama que perteneció a Fernando de la Mora, cuya imagen se puede apreciar en la pared derecha de la habitación, debajo de la misma, una camisa bordada, que también perteneció al prócer.
Completan la ambientación del dormitorio, un arcón, propiedad de Juan Bautista Rivarola, una curiosa silla sanitaria, un espectacular reclinatorio y un nicho policromado.
ORATORIO
En este recinto se exhiben tallas jesuíticas y franciscanas y varios objetos religiosos de diversa procedencia. También se puede ver un retrato del presbítero Francisco Javier Bogarín.
CORREDOR
En el corredor adyacente se destacan dos grandes tableros de madera tallada, procedentes de puertas de templos de las misiones. Debajo de los mismos, los restos del desaparecido alero de la casa, el cual nos da una idea de las dimensiones y características de los materiales con los que se construía en la época colonial.
PATIO
Sobresale en este sitio un mural realizado por José Laterza Parodi, en donde pueden leerse varios párrafos de la nota del 20 de julio de 1811, dirigida a la Junta de Buenos Aires, en la que se ratificaba la independencia del Paraguay.
Debajo de la nota se reproduce el primer escudo de la nación, adoptado durante el gobierno del doctor Gaspar Rodríguez de Francia . A sus pies, el reloj de sol de la misión jesuítica de Santa Rosa.
En una de las esquinas del patio puede observarse un túmulo que cubría los restos mortales del ilustre prócer Juan Bautista Rivarola, traído desde el cementerio de Barredo Grande, hoy Eusebio Ayala.
SALÓN CAPITULAR

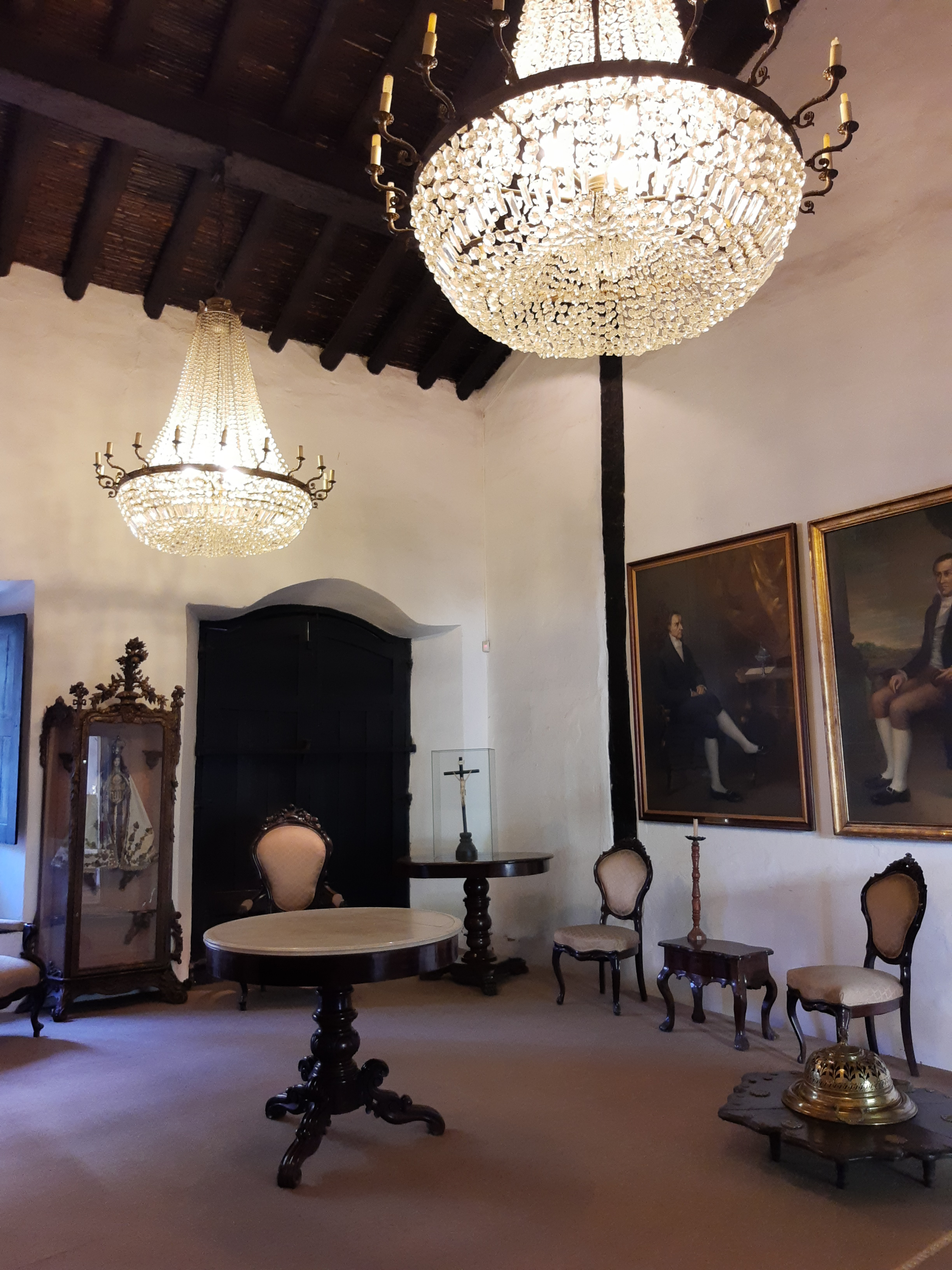
Sala

Cruzando el patio se ingresa a un recinto que alberga una réplica del Salón Capitular del antiguo Cabildo de Asunción, el primero del Río de la Plata, instaurado el 16 de septiembre de 1541.
En el centro del salón, el escudo de armas de España de 1800. En las paredes, se aprecia un majestuoso retrato del emperador Carlos V; además, otros cuadros que reflejan varios intentos revolucionarios, previos a la independencia.

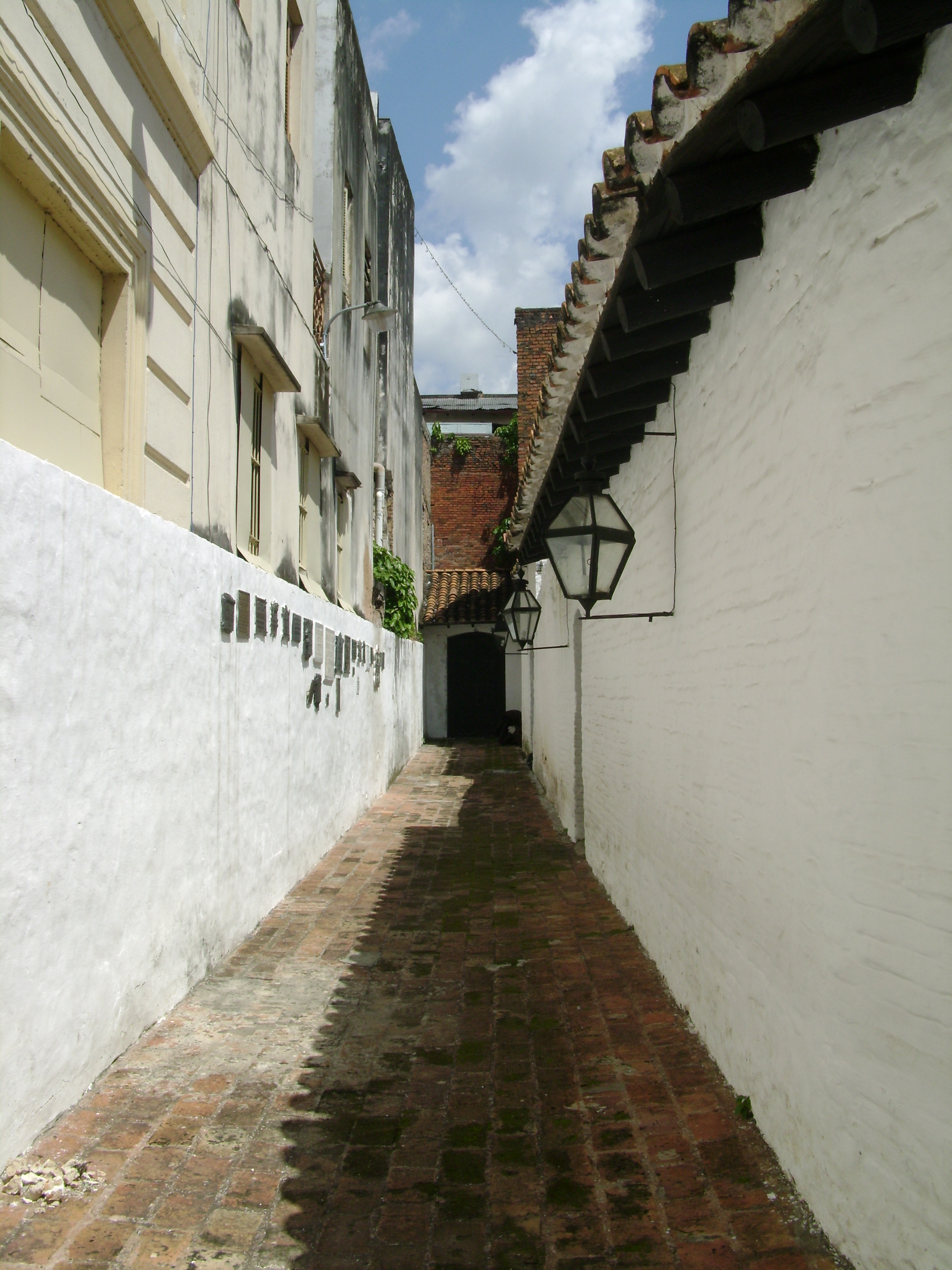
Callejón Histórico.

## Callejón histórico
Por una puerta del Salón Capitular se tiene acceso a un encantador rincón de la Asunción de antaño: el Callejón Histórico. Representa este lugar uno de los sitios de más profunda significación de la Casa, ya que por el mismo salieron los valientes próceres paraguayos a conquistar la independencia de la patria.
Fue también este el camino por el cual se dirigió doña Juana María de Lara a la Catedral de Asunción, a pedirle al Padre Molas que diese la ansiada señal del santo y seña: el repique de las campanas de bronce, a cuyo llamado acudieron los paraguayos en la mañana del 15 de mayo, momento histórico en que nacía la nueva república del Paraguay.

## Otros datos significativos
Como testimonio de que en esta casa se gestó la emancipación de la patria, durante el gobierno de Carlos Antonio López, y por decreto de abril de 1849, en que por primera vez se nombran las calles de Asunción, se determinó bautizar a la calle que pasa por frente al Callejón Histórico, como 14 de Mayo.
A la entrada del Museo puede apreciarse un mural del ceramista José Laterza Parodi, que representa una visión panorámica de edificios y lugares destacados de la Asunción colonial.
Oliveira y Silva de Acuña, Yani. Casa de la Independencia. Asunción.[cita requerida]

## Primer centenario de la independencia
La llegada de 1911, año del Primer Centenario de Independencia de la República del Paraguay, sorprendió a los habitantes de esta patria en plena convulsión política. Las seguidas revoluciones habían colocado en el sillón presidencial al revolucionario coronel Albino Jara, desde el 17 de enero de 1911. La inestabilidad política y social reinante en el tiempo de su corto mandato impidió la realización de actos oficiales en conmemoración de la magna fecha del 14 y 15 de mayo. Jara en el poder hasta el 5 de julio de 1911 pretendió trasladar los festejos al 12 de octubre de 1913, en recordación a la fecha en que el Congreso Nacional había declarado formalmente la independencia del Paraguay. Sin embargo, la juventud estudiosa y la ciudadanía en general organizaron múltiples actividades, como lanzamientos de libros, exposiciones de arte, embanderamientos de edificios, para celebrar los cien años de Independencia en reconocimiento a la gesta libertadora de 1811. Por entonces se calculaba que Asunción contaba con 70.000 habitantes, mientras que en todo el país, los números rondaban los 700.000. 

En los pocos diarios asuncenos, desde enero de 1911, aparecían avisos de adhesión al Centenario y anuncios de que los señores Ramón Monte Domecq, primero, y Arsenio López Decoud, después, estaban preparando álbumes gráficos. Ambos materiales fueron impresos en Buenos Aires. El Álbum Gráfico de la República del Paraguay, de López Decoud, se hizo en los Talleres Gráficos de la Compañía General de Fósforos y el álbum La República del Paraguay en su Primer Centenario, de Monte Domecq, se imprimió con máquinas de la Compañía Sudamericana de Billetes de Banco. Con profusa ilustración fotográfica, los dos trabajos acapararon el interés de los comerciantes, ganaderos, autoridades públicas y gente de sociedad que en su mayoría aparecían en las páginas. Figura en pie de imprenta de ambas ediciones el año 1911, pero se asegura que las mismas comenzaron a circular en 1912.

En el campo artístico, el ceramista español Serafín Marsal preparó bustos y algunas figuras de terracota, y el pintor Pablo Alborno, quien un año antes había empezado a trabajar la serie de retratos de los próceres, lanzó una serie de tarjetas postales impresas en Alemania con fotografías de dichos óleos. 
Los alemanes Juan Klug y Guillermo de Gruter, editores de tarjetas postales, tampoco desaprovecharon la oportunidad para ofrecer al público atractivos ejemplares conmemorativos. 

Se hicieron, además, pines y broches alusivos con la bandera y el escudo nacional para que la gente pudiera lucirlos en el pecho. Las autoridades eclesiásticas acuñaron medallas. Se conocen piezas, en oro y plata, de una artística medalla de la Virgen de Caacupé, con la leyenda de "1811 Primer Centenario de Independencia 1911". Otro signo religioso, sin identificación, hace alusión también a la magna fecha. 
Entre los objetos recordatorios que se conocen, existen ejemplares de relojes de bolsillo, de oro y en metal común; relojes de mesa, vasos de vidrios, prendedores con el escudo patrio trabajado en esmalte y una serie de estampillas emitidas por el Correo. 
En su edición del 13 de mayo de 1911, El Monitor, órgano de prensa oficialista, publicó la extensa obra de tinte nacionalista Canto Secular, del poeta Eloy Fariña Núñez, que causó honda emoción en la ciudadanía.
   
Una mirada a 1911. La exposición Recuerdos del Centenario, organizada en el marco de las celebraciones del Bicentenario de Independencia del Paraguay, se habilitó el martes 3 de mayo, a las 19:00, en el Centro Cultural de la República El Cabildo y se extendió hasta el 10 de mayo de 2011. Contó con un catálogo de lujo que fue distribuido en forma gratuita entre los presentes. lo la memoria]]